# Hrabstwo Steele (Dakota Północna)

Piramida wieku hrabstwa

Hrabstwo Steele (ang. Steele County) to hrabstwo w stanie Dakota Północna w Stanach Zjednoczonych. Hrabstwo zajmuje powierzchnię 1 853,11 km². Według szacunków United States Census Bureau w roku 2006 liczyło 1 943 mieszkańców. Siedzibą administracji hrabstwa jest miasto Finley.

## Miejscowości
- Finley
- Hope
- Luverne
- Sharon